# Гербер Понтінг
Ге́рбер Джордж По́нтінг ( англ. Herbert George Ponting; 1870—1935) — фотограф, мандрівник, режисер-документаліст, який отримав найбільшу відомість, головним чином, за свої роботи, зроблені під час британської антарктичної експедиції під керівництвом Роберта Скотта (1910—1913).

## Ранні роки життя
Герберт Джордж Понтінг народився 21 березня 1870 року у місті  Солсбері (графство Вілтшир), Англія, у сім' ї банківського службовця Френсіса Уільяма Понтінга і його дружини Мери Сайденхем. Після закінчення школи він влаштувався  на роботу до одного  з банків Ліверпулю. У 1892 році емігрував у США (штат Каліфорнію), де познайомився з Мери Біддл Эліот, з якою  одружився у 1895 році. З  фінансової допомоги своєї сім'ї Понтінг придбав фруктову ферму в Оберні, однак це його комерційне починання не мало успіху, і через шість років (за іншими даними у 1898 році) він разом із сім'єю повернувся в Англію, але невдовзі повернувся   у США.
Ще у 1900 році Понтінг серйозно зацікавився новим напрямком у мистецтві — фотографією, і того ж року став переможцем фотовиставки, організованої компанією Bausch & Lomb. Його роботи також були представлені на експозиції фірми Кодак під час Всесвітньої виставки у Сент-Луісі (1904). Він виявляв інтерес до техніки стереофотографії, чим залучив увагу компанії «Ундервуд і Ундервуд»— найбільшогого видавця стереографічних фотографій, котра запропонувала йому поїхати у Японію. У 1901 році Понтінг покинув свою дружину з двома маленькими дітьми, і поїхав у свою першу з численних подорожей на Далекий Схід, під час якої відвідав Японію, Маньчжурію, Корею, Росію, Індію, Китай, Яву і Бірму. У 1904—1905 роках він працював кореспондентом журналу Harper’s Weekly і знайомив з подіями Русько--японської війни. Окрім цього, Понтінг знімав у французьких і швейцарських Альпах. До кінця 1910-х років він мав репутацію кращого фотографа-мандрівника у світі. У 1910 ці була видано його першу, ілюстровану  численними фотографіями, книгу «Японія. На батьківщині лотоса» (англ. In Lotus-Land Japan).

## Подорож до Антарктиди (1910—1912)

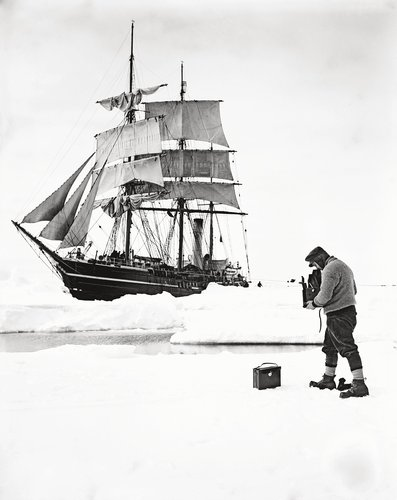
Автопортрет на тлі барка «Терра Нова», грудень 1910 року

У 1909 році  Роберт Скотт запросив Герберта Понтінга взяти участь у його новій  антарктичній експедиції фотографом. З часів винаходу фотографії у всіх експедиціях у полярні області Землі були «свої» фотографи, але ніколи до експедиції Скотта у їхній склад не входили професіонали.
Понтінг був упевнений, окрім зйомок статичних зображень, кінозйомка була не менш важлива для більш повного освітлення діяльності експедиції (а також для отримання можливого фінансового прибутку), для чого він пройшов короткий курс вишколу на заводі Альфреда Самуїла Ньюмана, чиї кінокамери Ньюман-Сінклер були спеціально адаптовані для роботи у полярних регіонах.
Роботу експедиції Скотта Понтінг почав знімати ще на борту експедиційного судна «Терра Нова» і продовжував  до самого свого відплиття з Антарктики 4 березня 1912 року. Ним були відзнято сотні метрів кіноплівки, а також понад тисячі негативів, на яких він зняв антарктичні пейзажі, тваринний світ Антарктиди і повсякденну роботу, і життя учасників експедиції. Він прагнув створити ідеально збалансовані фотографії, для чого учасникам експедиції, приходилось йому позувати. Серед них  навіть з'явився  термін «понтінг», який означав  позування для Понтінга. Під час однієї з таких фотосесий Томас Кліссолд — кухар експедиції, став жертвою мистецтва, отримавши струс мозку після падіння з айсберга, на вершині якого Понтінг його сфотографував. Окрім своєї безпосередньої роботи, Понтінг, у міру можливостей, брав участь і в повсякденній рутинній роботі експедиції. Впродовж полярної ночі він, як і багато інших  її учасників, багато разів читав лекції про мистецтво фотографії у своїх численних подорожах.

## Наступні роки життя

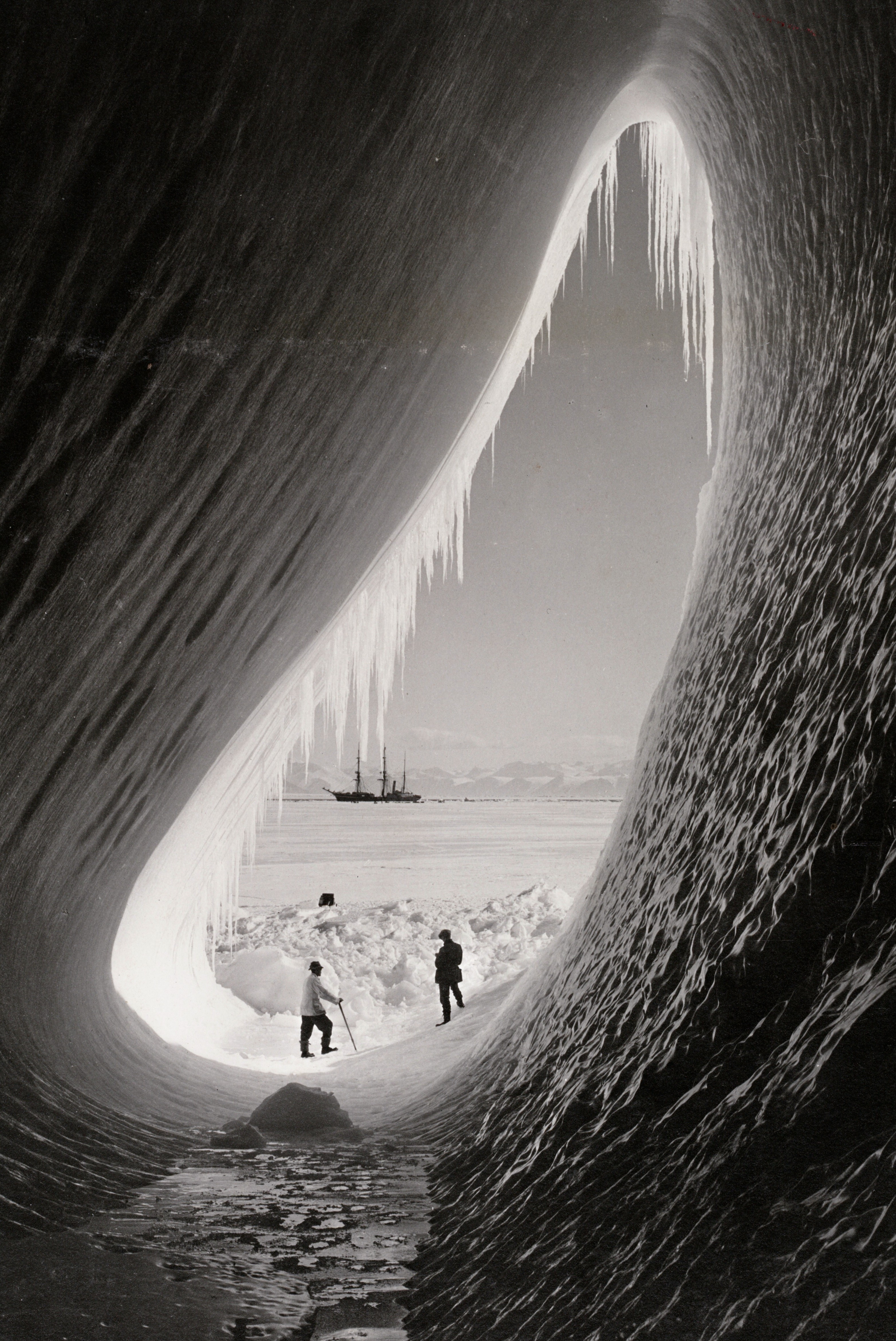
Крижаний грот. Одна з найбільш відомих світлин Герберта Понтінга, яка стала
обкладинкою до його фільму «90 градусів південної широти»

Однак, після повернення з Антарктики Гербер Понтінг,  перестав мандрувати і займатися фотографією. Він викупив права на відзняті відеоматеріали у французької кінокомпанії Gaumont і зосередив свої зусилля на  численних поїздках по країні, під час яких читав лекції і демонстрував фото і кіноматеріали про експедиції і долю капітана Скотта (про яку дізнався тільки у лютому 1913 року). Під час Першої світової війни він надіслав на фронт копії своїх кінозйомок, які  розцінювали не тільки як пам'ять про Скотта, скільки як приклад «відданості цілі, ідеалу і обов'язку». У 1921 році була видано книгу Понтінга «На безкрайому півдні» , ілюстровану його 164 фотографіями. Вона мала великий успіх. А у 1924 році був випущений повнометражний фільм про експедицію Скотта «Велика біла тиша», який отримав велике визнання.
З появою технології синхронізованого з відеорядом звуку, Понтінг вирішив, що  це буде «дуже важливим доповненням в інтересах історії», і почав трирічну кропітку роботу над створенням нової версії «тиші», на що витратив £10,000. Результатом цієї роботи став фільм «90 градусів південної широти» , який побачив світ у 1933 році. Фільм, як і майже всі комерційні починання Понтінга, не приніс автору фінансового прибутку і Понтінг, за його висловлюванням, «був убитий як фізично, так і фінансово». Він помер в Лондоні від серцевого нападу 7 лютого 1935 року.
Його фільм «Велика біла тиша», що став справжнім британським епосом про героїчну епоху полярних досліджень, був відновлений і перевиданий у 2011 році.

## Найбільш відомі світлини

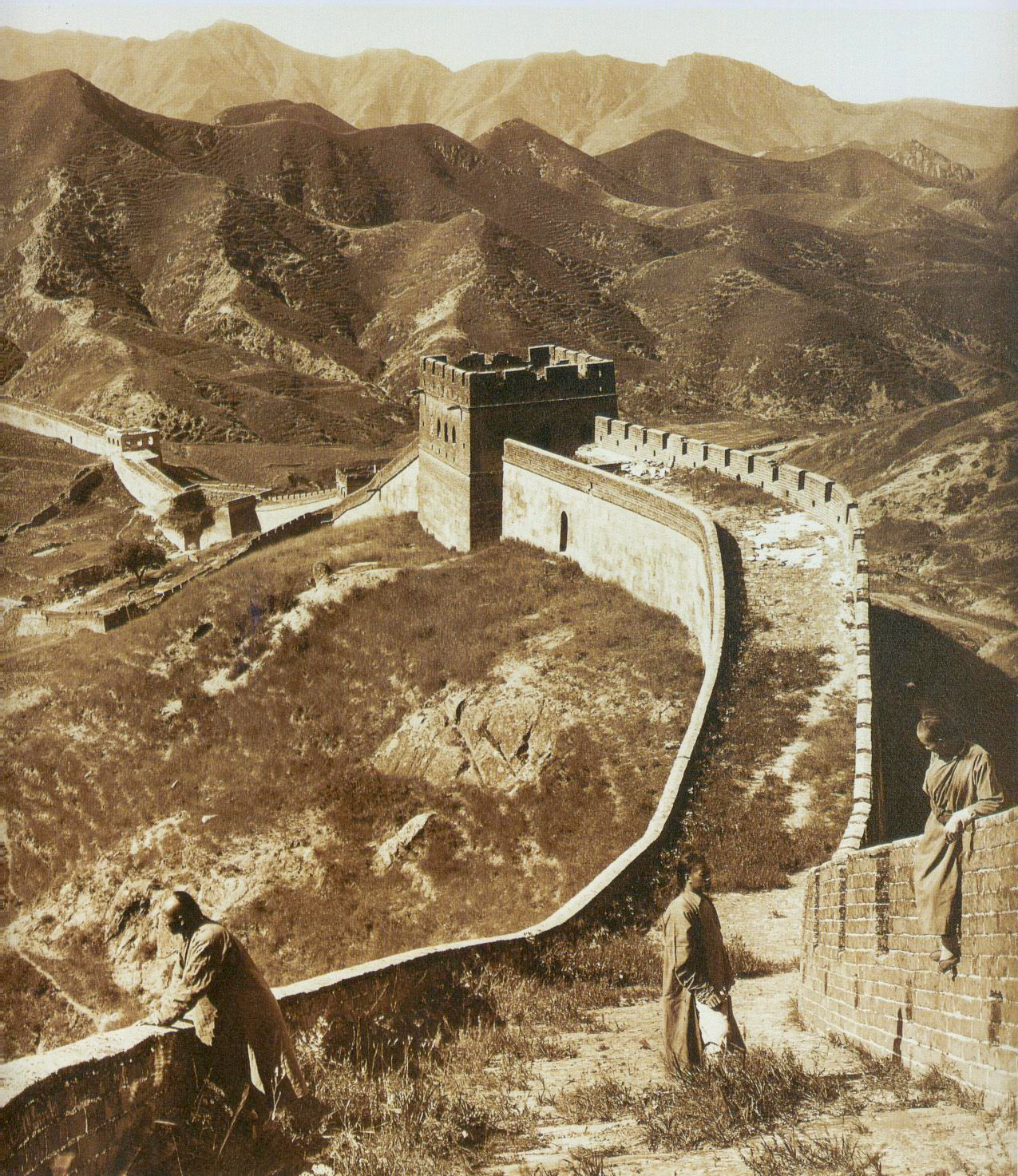
Велика китайська стіна (1907)
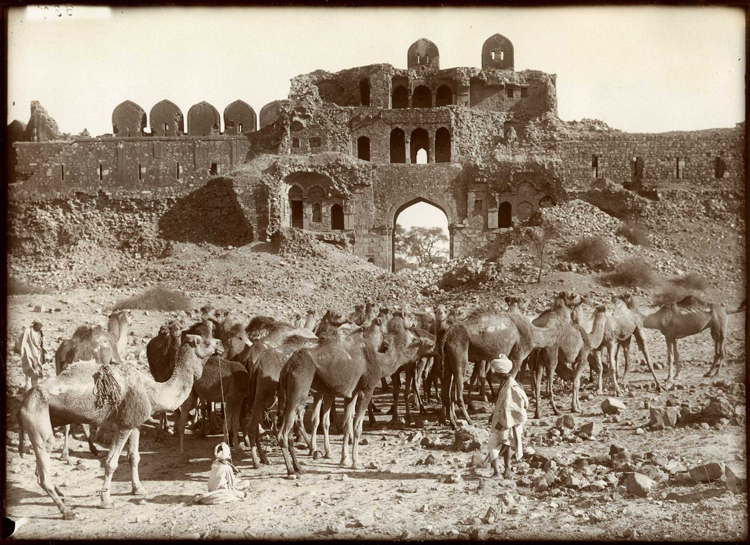
Стіни старого Делі
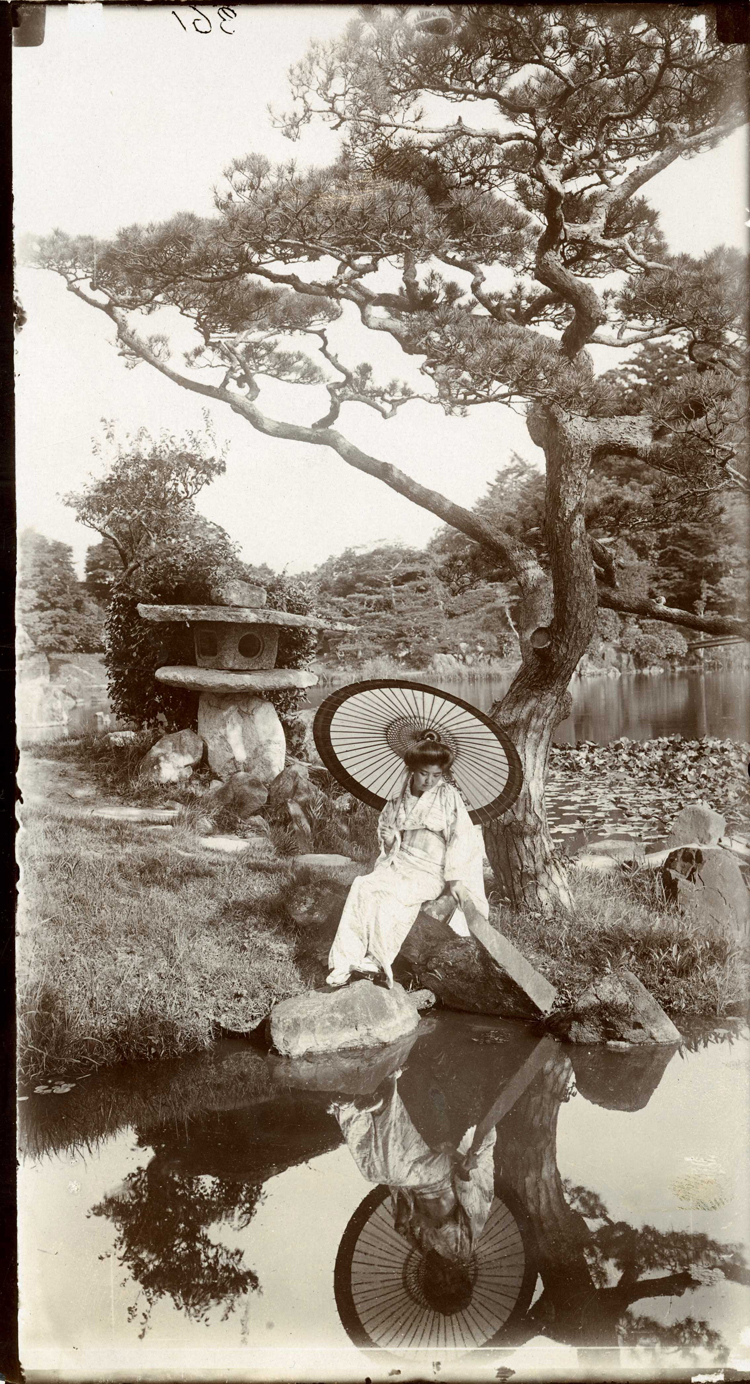
У японськім саду
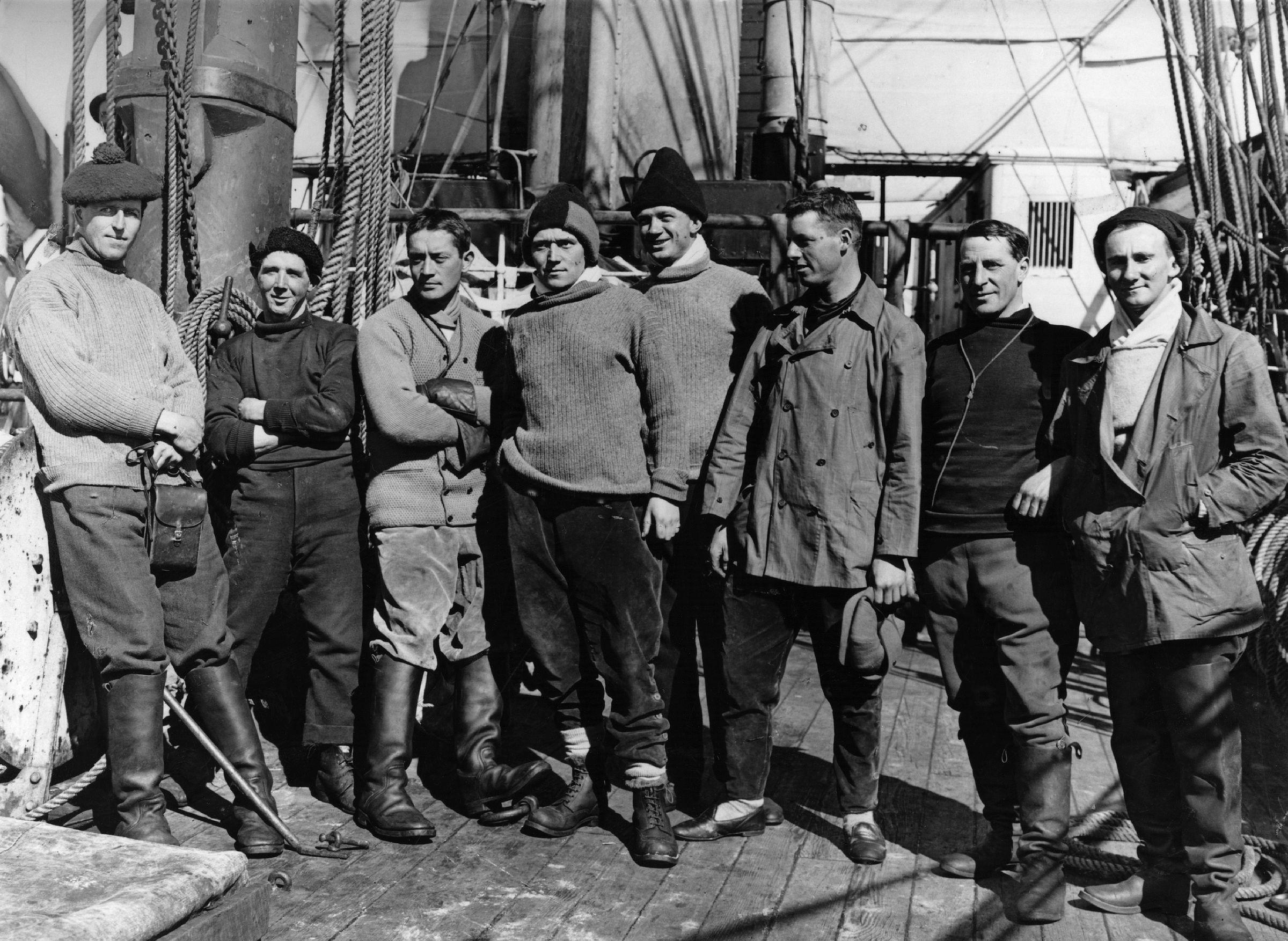
Офіцери "Терра Нові"
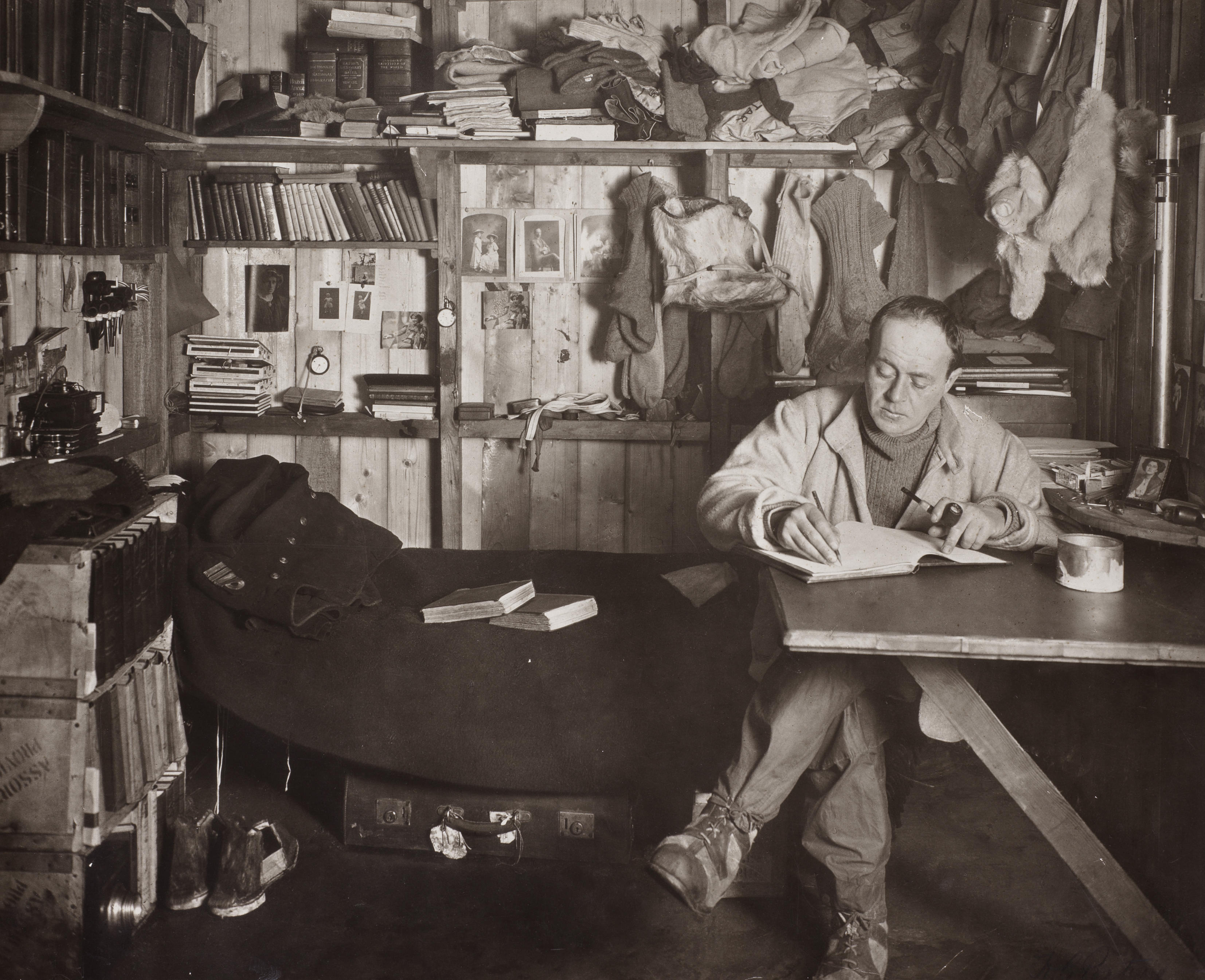
Скотт на мисі Еванс, жовтень 1911
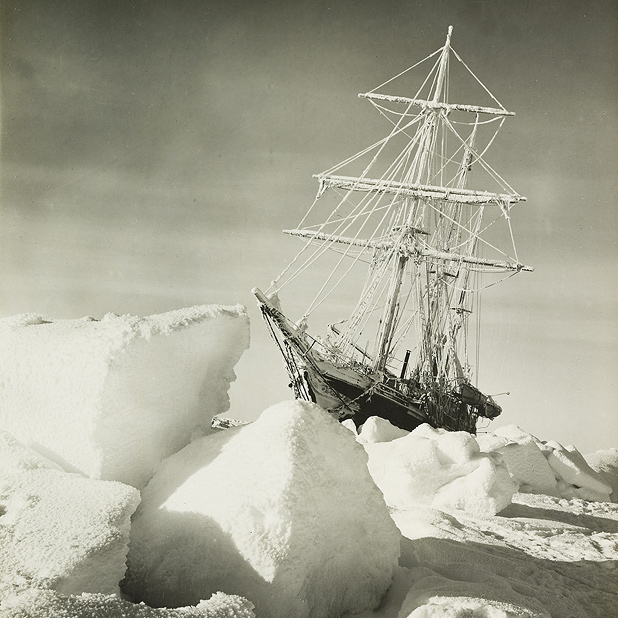
"Терра Нова" у пакових кригах